# 三滩站
三灘站（：／ Samtan yeok */?）是位于韩国忠清北道忠州市三灘面的一个车站，属于忠北线。

## 历史
- 1959年2月15日 - 落成使用。

## 相鄰車站
韓國鐵道公社
忠北線
東良－三灘－公田